# 莫氏副鰍
莫氏副鰍（學名：Paracobitis molavii），為輻鰭魚綱鯉形目條鰍科副鰍屬的其中一種。分布於亞洲伊朗小扎布河和伊拉克的西爾萬河(Sirwan River)上游流域，體長可達7.3公分，棲息在河川底層水域，生活習性不明。

## 扩展阅读
維基物種上的相關：莫氏副鰍